# Evangelische Kirche (Neuenhain)

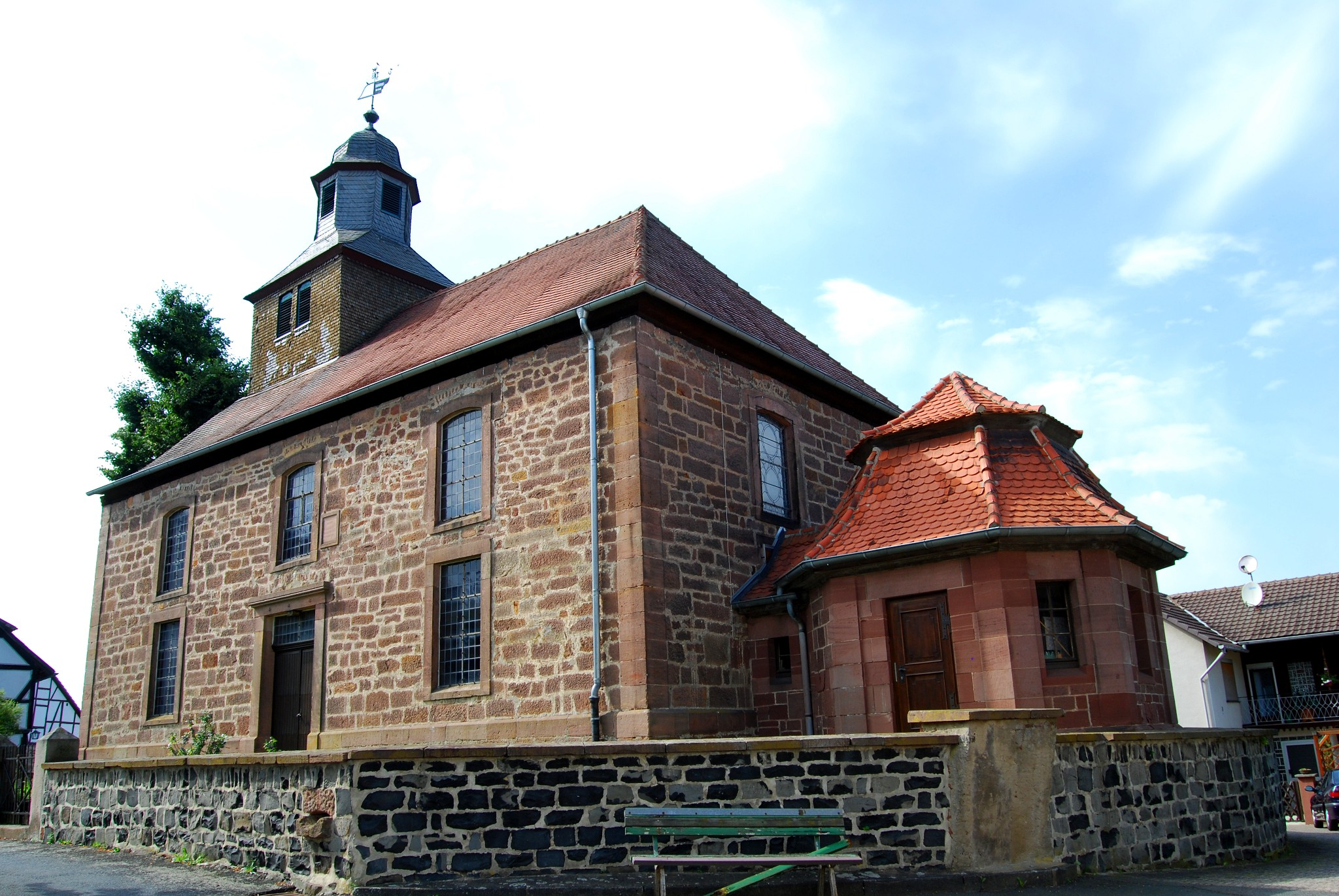
Evangelische Kirche in Neuenhain

Die evangelische Kirche Neuenhain ist ein denkmalgeschütztes Kirchengebäude im Ortsteil Neuenhain der Gemeinde Neuental im Schwalm-Eder-Kreis (Hessen). Die Kirche gehört zur Kirchengemeinde Dillich-Nassenerfurth im Kirchenkreis Schwalm-Eder im Sprengel Marburg der Evangelischen Kirche von Kurhessen-Waldeck.

## Beschreibung
Die Saalkirche wurde 1801–1806 nach einem Entwurf vom Baumeister Johann Andreas Engelhardt erbaut. Aus dem Satteldach des Kirchenschiffs erhebt sich im Westen ein quadratischer Dachturm, auf dessen achteckigen, schiefergedeckten Aufsatz eine glockenförmige Haube sitzt. An der Ostseite des Kirchenschiffs wurde im ersten Drittel des 20. Jahrhunderts eine achteckige Sakristei aus Quadermauerwerk angebaut, die mit einem mansardförmigen Zeltdach bedeckt ist.